# فریدونجی مرزبان

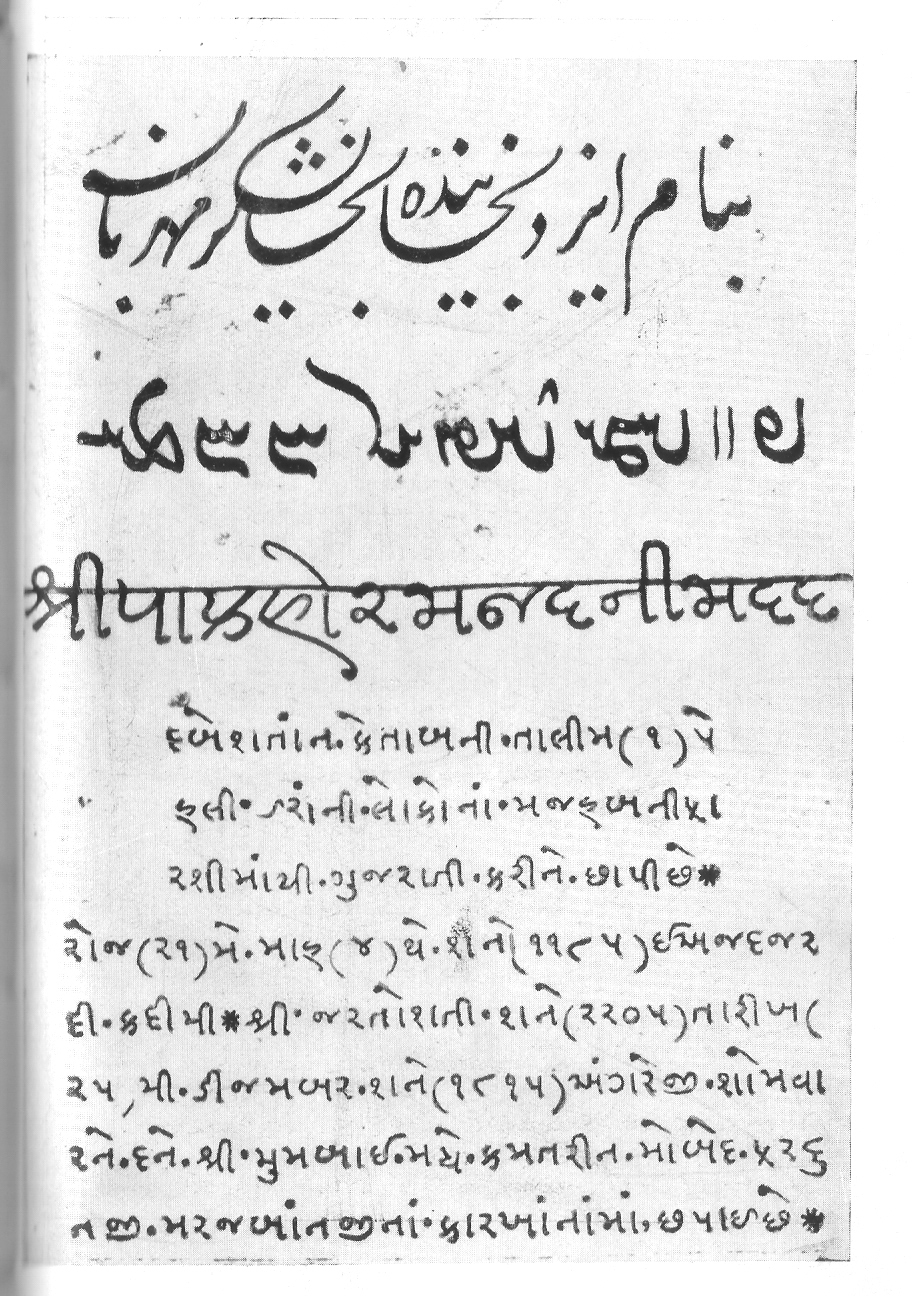
صفحه ای از مابیبم (۱۸۱۵) فردونجی

فریدونجی مرزبان (۱۸۸۷–۱۷۸۷)، چاپچی و سردبیر روزنامه بود. وی اولین چاپخانه بومی را در بمبئی هند تأسیس کرد. او همچنین قدیمی‌ترین مجله اداری هند را با نام بمبئی ساماچار آغاز کرد که به زبان گجراتی چاپ می‌شد. فریدونجی، پیشگام روزنامه‌نگاری بومی در هند، و تولید حروف چاپی گجراتی بود.

## زندگی و کار
فریدونجی مرزبان در سال ۱۷۸۷ در یک خانواده از مغان پارسی - زرتشتی در گجرات در سورات به دنیا آمد. پدر و پدربزرگ او دانشمند ادبیات دینی زرتشت بودند (یعنی متون فارسی میانه و اوستایی) و مرزبان از آنان سرمشق گرفت.
در سال ۱۸۰۵، فریدونجی به بمبئی رفت و زبان‌های فارسی و عربی را تحت آموزش ملا فیروز فرا گرفت. در سال ۱۸۰۸، فریدونجی یک صحاف‌خانه گشود.
در حالی که به عنوان یک صحاف کتاب مشغول به کار بود، با «جی جی بهای چاپگر» ملاقات کرد. شاید این تعامل او با جی جی بهای الهامگر او در گشودن چاپخانه ای هندی شد.
بین سالهای ۱۸۱۴ و ۱۸۲۲ چندین اثر به چاپ رساند.. در سال ۱۸۱۵ ترجمه گجراتی از کتاب فارسی دبستان مذاهب را چاپ کرد، که خود او نیز تهیه کرده بود. قیمت هر نسخه از این اثر ۱۵ روپیه بود. در سال ۱۸۱۷ او ترجمه گجراتی از خرده اوستا را منتشر کرد.
فریدونجی بعدها ترجمه‌های شاهنامه در سال ۱۸۳۳، گلستان در ۱۸۳۸ و بستان را به چاپ رساند. او حتی در سال ۱۸۳۳ یک فرهنگ لغت فارسی نیز منتشر کرد. فریدونجی مرزبان در ۲۳ مارس ۱۸۴۷ درگذشت.